# 埃德温·马蒂亚松
埃德温·马蒂亚松（瑞典語：Edvin Mattiasson，1890年—1975年3月15日），瑞典男子摔跤运动员。他曾代表瑞典参加1912年夏季奥林匹克运动会摔跤比赛，获得男子古典式轻量级铜牌。